# Fuck Tree
是一棵無梗花櫟树，位於英國倫敦北部漢普斯特德荒野的西希思（West Heath）。其樹形細長，利於男男性行為；因此在當地同性戀者間流傳，成為尋歡勝地。

## 歷史
根據《每日電訊報》指出，漢普斯特德荒野自維多利亞時代起，就已經是頗富盛名的尋歡勝地。2023年10月，布朗·馬厄（Bron Maher）在英國諷刺媒體的中，給漢普斯特德荒野撰寫過一篇遊記專文。文中，他把形容為「罕為人知」（elude public consciousness）並說明：
它極為詩意地，完美契合其所擔當的角色。其樹根如緊抓床單的手般舒展；樹幹俯臥，與腹部齊高；腹部平貼荒地，然後突然以45度角向上翹起，直抵樹冠。這棵樹的背，我必須說，拱得有點淫蕩。——布朗·馬厄，
2024年，亞米斯德·莫平筆下的之中，有位叫威弗雷德（Wilfred）的角色，在尋歡過程中參訪了這顆樹。莫平筆下是如此描繪的：「矗立在一片空地上，四周環繞著黑暗的灌木叢。樹幹垂到接近地面，形成一張躺椅。你可以靠在上面自慰，也可以彎腰讓人操你」。2025年，ACT UP針對西希思反尋歡告示的抗議活動中，其中一份抗議標語為致敬該樹的「帶我去Fuck Tree那裏」。

## 藝術描繪
2017年，行為藝術家麗茲·羅森費爾德（Liz Rosenfeld）給拍了部名為的藝術電影，靈感來自路德·普賴斯的。羅森費爾德之後把部分原始膠片浸泡在自己潮吹的液體後，埋於的藝廊中。該電影被形容為探討「酷兒反烏托邦、對世界末日的積極擁抱、無形的種族滅絕、以及酷兒死亡後的酷兒生活」。
2023年，艺术家杨沛铿（Trevor Yeung）在肯宁顿煤气厂画廊举办的個展上，用肥皂重现了这棵树。杨沛铿将这棵树形容为「……物理体现最神秘的情感欲望。是人类互动的纪念碑。」